# Кукуруза (группа)
«Кукуруза» — советская и российская блюграсс- и кантри-рок-группа, сочетающая также фолковые и блюзовые мотивы.

## История группы
Официальный статус получила в 1986 году, хотя началась история коллектива в середине 1970-х со студенческого ансамбля «Орнамент». С того времени произошло много изменений в составе группы (всего в «Кукурузе» играло и пело около 30 музыкантов). Менялся репертуар, и даже музыкальный стиль. Начав играть акустическую кантри-музыку, блюграсс и фолк, группа в дальнейшем стала звучать более жёстко. В репертуаре «Кукурузы» сочетаются традиционное кантри и кантри-рок, немного блюза и рок-н-ролла, а также свои оригинальные песни на русском языке. Большей популярностью пользуется известная детская песенка «Танец маленьких утят».
В начале 2012 года сайт московского журнала «Time Out» включил композицию «Пой, Вася!», записанную «Кукурузой» в 1984 году, в список «100 песен, изменивших нашу жизнь».

## Состав группы
- Ирина Сурина — вокал, скрипка
- Павел Титовец — электрогитара
- Роман Майборода — бас-гитара
- Сергей Новиков — скрипка
- Дмитрий Кричевский — ударные
- Георгий Пальмов — акустическая гитара, мандолина, губная гармоника, бэк-вокал, сценическое действие

## Дискография
- 1986 — «Давайте петь по-английски», Мелодия
- 1988 — «Фокусник», Мелодия
- 1992 — Kukuruza — A Russian Country Bluegrass Band, Greene Pastures Records Inc.
- 1993 — «Там, где солнечный свет», Solid Records
- 1993 — Crossing Borders, Sugar Hill Records
- 1996 — «Бесконечная история», LO Production
- 1996 — «Чудак, Птичий рынок и Фокусник», RDM Co.Ltd.
- 1997 — «Ой, мороз, мороз», Moroz Records
- 1997 — «Кукуруза», «Пересечение Границ»
- 1997 — «В Кругу Друзей», Moroz Video Studio
- 1998 — Endless Story, Gadfly Records
- 1999 — «Музыкальный Ринг», 1986 г., ТВ-Нева
- 2006 — «Антология», 1986—2006, Альфа Рекордз
- 2010 — «Принуждение к Радости» (Forced To JoY), TП Production
- 2012 — "КукурузА" — 25 лет (DVD)
- 2024 — "КукурузА" — 30 лет (Video)